# تاسوسارتان
تاسوسارتان (Tasosartan) نوعی آنتاگونیست گیرنده آنژیوتانسین II است. طی دوره بررسی در FDA در کارآزمایی مرحله III مشخص شد که این دارو باعث افزایش ترانس آمینازهای کبدی در تعداد زیادی از افراد می‌شود (که می‌تواند نشانه‌ای از سمیت کبدی باشد) و در نتیجه شرکت سازنده، دارو را از کارآزمایی خارج نمود.